# Bann (Cameroun)
Pour les articles homonymes, voir Bann.
Bann est un village du Cameroun, rattaché à la commune de Nyanon, situé dans le département de la Sanaga-Maritime et la région du Littoral, situé à 28 km de Nyaho. 

## Population et développement
En 1967, la population de Bann était de 175 habitants, essentiellement des Bassa. La population de Bann était de 127 habitants dont 62 hommes et 65 femmes, lors du recensement de 2005.  